# Нова (ракета-носитель)
Нова (англ. Nova) — серия предложенных в 1960-е годы сверхтяжёлых ракет-носителей НАСА первоначально для лунных миссий уровня Сатурн-5, а позже и более мощных, для миссий на Марс. 
«Нова» была по существу, двумя рядами различных проектов, имеющих одно название. Таким образом, «Нова» является не конкретной конструкцией ракеты, а условным названием ракет, больших, чем «Сатурн-5». Ко всему прочему, окончательная конструкция «Сатурн-5» была больше, чем некоторые из ранних проектов «Новы». «Нова», изображённая на иллюстрации, представляет собой конструкцию «Nova C8» (похожую на «Nova 8L», но имеющую пару гигантских двигателей Aerojet M-1 на второй ступени. «Нова C8» была практически идентична «Сатурн C-8». Суммарная стартовая масса носителя предполагалась около 4500 тонн. Полезный груз, выводимый носителем на низкую околоземную орбиту, проектировался  более 170 тонн, на орбиту Луны 68 тонн, на траекторию полета к Марсу и Венере — 45 тонн.

## Лунные ракеты
Первая серия «Нова» была разработана НАСА в 1959 году. Она состояла из ряда проектов, наименьший из которых имел четыре двигателя F-1 на нижней ступени и J-2 на верхних. этот проект мог вынести 24 тонны на лунную траекторию. Проекты были представлены президенту Эйзенхауэру 27 января 1959 года.
Конструкции «Новы» использовались в то время не только в лунных ракетах. ВВС США рассматривали проект Lunex, включающий мощную ракету-носитель, использующую блок твердотопливных двигателей на нижней ступени и жидководородный J-2 или M-1 на верхних. Между тем, в Редстоунском Арсенале, Вернер фон Браун создавал свою ракету «Juno V», использующую блок ракет«Юпитер» (Jupiter) и «Редстоун» (Redstone) на нижней ступени, и Титан-1 (Titan I) на второй.
К 1959 армия решила, что больше не заинтересована в создании больших ракет, которые ей пока не нужны, и команда фон Брауна перешла в НАСА. При этом у НАСА оказалось две конструкции больших ракет: «Нова» и конструкция фон Брауна, переименованная в «Сатурн» («следующий за Юпитером»). В течение следующих двух лет конкурирующие исследования НАСА и ВВС продолжались, но сразу после прихода президента Кеннеди для достижения Луны до конца десятилетия была поставлена задача перед НАСА и работы по Lunex были прекращены.
Первоначально, НАСА разработало «Нову» для концепции «прямого восхождения», при которой один большой космический аппарат размещался на околоземной орбите. Фон Браун предложил собирать космический корабль на орбите, что сократит массу, необходимую для запусков. Однако, как показали исследования аппаратов, необходимых для миссий, их системы будут гораздо тяжелее, чем первоначально планировалось; существующие конструкции Новы были слишком малы, и оригинальной конструкции Сатурна потребуется до пятнадцати запусков, чтобы доставить все части системы и топливо на орбиту. За этим последовал пересмотр обоих планов.
«Нова» по-прежнему использовала подход «прямого восхождения», который требовал максимальной грузоподъёмности. Наиболее мощной из «обычных» конструкций стала 8L, включающая восемь F-1 на нижней ступени и выводящая 68 тонн на лунную траекторию. Другие конструкции серии заменяли F-1 на большие твердотопливные двигатели или изучали возможность применения ядерных ракетных двигателей на верхних ступенях. Лунная полезная нагрузка для различных моделей варьировалась от 48 до 75 тонн.
Также исследовалось обновление «Сатурнов». Оригинальная конструкция фон Брауна стала моделью «A-1», а модель «A-2» заменила ракеты «Титан» и «Юпитер». Более мощная модель B-1 использовала блок ракет «Титан» на второй ступени, но в остальном была похожа на «A-1». Более «радикальные» проекты, которые требовали новых двигателей, были объединены в «серию C». «C-1» была похожа на «A-1», но использовала новые верхние ступени, производные от двигателей «Титана», тогда как аналогичная «C-2» использовала верхние ступени с двигателями «J-2». «C-3», «C-4», «C-5» использовали те же верхние ступени с «J-2», но добавили новую первую ступень с тремя, четырьмя или пятью двигателями «F-1» (отсюда цифры в названиях). Для подхода доктора фон Брауна осталось рандеву на околоземной орбите, но на этот раз на основе двух «Сатурн C-3».
Дебаты между сторонниками различных подходов закончились в 1961 году и — результат оказался неожиданным для обеих сторон — вместо того, чтобы использовать прямое восхождение или рандеву на околоземной орбите, рабочая группа предложила третий вариант  — рандеву на лунной орбите. Он имел требования по массе примерно между «Saturn C-3» и «Nova 8L». 
После исследований оказалось, что нужно будет модифицировать носитель под новые требования вывода 90 тонн (200 000 фунтов) на низкую околоземную орбиту, казалось, что «Saturn C-5» будет лучшим решением. 
Модель «C-2» также была построена, как тестовая система, запускавшая узлы на орбиту для лётных испытаний прежде чем «C-5» была готова. 
Главным определяющим фактором в выборе между ракетами «Сатурн» и «Нова» было то, что «Saturn C-5» мог быть построен на существующем заводе неподалёку от Нового Орлеана, позже известном как Michoud Assembly Facility, тогда как бо́льшая в диаметре «Нова» нуждалась в новом заводе для постройки.
Исследования по серии «Нова» продолжались в 1962 г., как резервные для «Сатурна», но в конечном итоге «Сатурн» утвердился как основа для рандеву на лунной орбите.

## Марсианские ракеты
Когда проходила программа «Аполлон», конструкторы НАСА начали исследования своих потребностей для периода после её окончания, и казалось, что пилотируемый полёт на Марс будет следующим очевидным шагом. Для этой цели даже «Сатурн-5» был слишком мал, и начались исследования второй серии конструкций Новы для запусков грузов до 450 тонн (1 миллиона фунтов) на НОО. В отличие от первоначальной серии Нова, разработанной НАСА самостоятельно, новые конструкции изучались по контракту с крупными аэрокосмическими компаниями, не получившими основных контрактов, связанных с «Аполлоном», а именно General Dynamics и Мартин Мариэтта (Martin Marietta). Philip Bono и Douglas Aircraft сделали свои собственные неподдержанные предложения.
Все компании представили большое разнообразие предложений. Многие из них основывались на существующих технологиях, должным образом увеличенных. Например, наименьшая конструкция от «Мартин Мариэтта», 1B, использовала четырнадцать F-1 на первой ступени и выводила на НОО 300 тонн (662 000 фунтов), более чем в три раза больше, чем «Сатурн-5». Однако также они предложили ряд «продвинутых» проектов, использовавших новейшие (неразвитые) технологии, в частности клиновоздушные двигатели.
Вскоре стало ясно, что после «Аполлона» финансирование будет значительно жёстче. 
НАСА отменило свои планы по «Нове» в 1964 г.

Название «Nova» было использовано более чем в тридцати проектах больших ракет в период с поздних 1950-х по 1980-е. Названия некоторых конкретных предложений:
Douglas
- Nova DAC ISI
- Nova-1 DAC
- Nova-2 DAC

General Dynamics
- Nova C
- Nova D
- Nova GD-B
- Nova GD-E
- Nova GD-F
- Nova GD-H
- Nova GD-J

Martin Marietta
- Nova MM 14A
- Nova MM 14B
- Nova MM 1B
- Nova MM 1C
- Nova MM 24G
- Nova MM 33
- Nova MM 34
- Nova MM R10E-2
- Nova MM R10R-2
- Nova MM S10E-1
- Nova MM S10E-2
- Nova MM S10R-1
- Nova MM S10R-2
- Nova MM T10EE-1
- Nova MM T10RE-1
- Nova MM T10RR-2
- Nova MM T10RR-3

NASA
- Nova 4L
- Nova NASA
- Nova 4S
- Nova 5S
- Nova 7S
- Nova 8L
- Nova 8L Mod
- Nova 9L

Convair
- Nova A
- Nova B

#### Характеристики Nova C8
|                       | Первая ступень                  | Вторая ступень                 | третья ступень                 |
| --------------------- | ------------------------------- | ------------------------------ | ------------------------------ |
| Длина                 | 48,8 м                          | 42,7 м                         | 17,8 м                         |
| Диаметр               | 12,2 м                          | 10,1 м                         | 6,6 м                          |
| Полная масса          | 3 600 000 кг (8 000 000 фунтов) | 771 000 кг (1 700 000 фунтов)  | 120 000 кг (264 500 фунтов)    |
| Сухая масса           | 181 400 кг (400 000 фунтов)     | 63 500 кг (140 000 фунтов)     | 13 310 кг (29 350 фунтов)      |
| Количество двигателей | 8 x F-1                         | 8 x J-2                        | 1 x J-2                        |
| Тяга в вакууме        | 61 925 кН (13 920 000 lbf)      | 8 265 кН (1 860 000 lbf)       | 1 032 кН (232 000 lbf)         |
| Удельный импульс      | 304 с (2,98 кН·с/кг)            | 425 с (4,17 кН·с/кг)           | 425 с (4,17 кН·с/кг)           |
| Время работы          | 157 с                           | 338 с                          | 475 с                          |
| Топливо               | Жидкий кислород/Керосин         | Жидкий кислород/Жидкий водород | Жидкий кислород/Жидкий водород |